# حدس کاتالان
حدس کاتالان نام حدسی در ریاضیات است که توسط یک ریاضیدان به نام یوجین شارل کاتالان در سال ۱۸۴۴ مطرح شده است.

## حدس
این حدس بیان می‌کند که اگر x ,y,a,b اعداد طبیعی بزرگ تر از یک باشند معادله زیر تنها یک جواب دارد.
{\displaystyle x^{a}-y^{b}=1}
تنها (x ,y) پیدا شده برای معادله بالا (۳٬۲) هستند.
{\displaystyle 3^{2}-2^{3}=1}